# Marcin Dubieniecki
Marcin Oktawian Dubieniecki (ur. 26 grudnia 1980 w Kwidzynie) – polski przedsiębiorca i adwokat.

## Życiorys
Jest synem byłego funkcjonariusza SB i członka PZPR, obecnego szefa sądu partyjnego pomorskiego SLD oraz adwokata, Marka Dubienieckiego, a także wnukiem Henryka Dobrowolskiego, przewodniczącego komisji rewizyjnej Komitetu Centralnego PZPR w latach 80.
Jako nastolatek, gdy jego ojciec był asystentem posłanki Małgorzaty Winiarczyk-Kossakowskiej, często jeździł z nim do Sejmu i poznawał czołowych polityków lewicy. W wieku 15 lat brał czynny udział w kampanii prezydenckiej Aleksandra Kwaśniewskiego. W liceum zawodowo grał w bilard (trenował w klubie prowadzonym przez jego matkę), co później pozwoliło mu samodzielnie utrzymywać się w Londynie. W 2002 startował z list SLD w wyborach samorządowych do Rady Miasta Kwidzyna, nie zebrał jednak wymaganej liczby głosów. Działał w Stowarzyszeniu „Ordynacka”.
Przez rok studiował prawo na prywatnej uczelni w Warszawie, po czym przeniósł się na Uniwersytet Gdański. W 2005 pełnił funkcję kierownika filii Powiślańskiego Banku Spółdzielczego w Gdańsku. W 2006 ukończył studia na Wydziale Prawa i Administracji Uniwersytetu Gdańskiego. Zaraz po tym odbył aplikację adwokacką w kancelarii swojego ojca. Już na początku aktywności zawodowej obsługiwał duże koncerny, na przykład Philips Polska.
Według „Newsweeka” w 2012 prowadził w Polsce szesnaście, a na Cyprze od dwóch do czterech spółek zajmujących się budową apartamentowców, energetyką, paliwami, doradztwem finansowym, ubezpieczeniami i handlem samochodami używanymi.

## Życie prywatne
W latach 2003–2005 był w związku z Aleksandrą Kozdroń, córką Jerzego Kozdronia. W 2007 wziął ślub z Martą Kaczyńską. Od września 2012 byli w separacji, rozwiedli się w 2016. Mają córki Ewę (ur. 2003) i Martynę (ur. 2007). Ma syna Marcelego (ur. 2017) z Katarzyną Modrzewską, byłą żoną Artura Boruca.
Deklaruje się jako ateista; był pełnomocnikiem kobiety, której prof. Bogdan Chazan, powołując się na klauzulę sumienia, odmówił dokonania aborcji nieodwracalnie uszkodzonego płodu.

## Kontrowersje

### Przed 2015

#### Dubieniecki w mediach
Po katastrofie smoleńskiej zadeklarował kandydowanie z list Prawa i Sprawiedliwości w wyborach samorządowych do Sejmiku Województwa Pomorskiego. Gdy został pełnomocnikiem swojej żony w śledztwie smoleńskim, publicznie krytykował działania Prokuratury Wojskowej w Warszawie, zapowiadając, że chce złożyć zawiadomienie o możliwości popełnienia przestępstwa zamachu na prezydenta Lecha Kaczyńskiego.
Po kampanii prezydenckiej Jarosława Kaczyńskiego w 2010, w którą zaangażował się wraz z rodziną, prasa bulwarowa zaczęła spekulować na temat jego aspiracji politycznych i donosić o jego zachowaniu wobec dziennikarzy (np. rzekomym poturbowaniu fotoreportera opisanym przez „Super Express”) czy kontrowersyjnych wypowiedziach, np. liście do szefowej gdyńsko-słupskiego okręgu PiS, Jolanty Szczypińskiej, w którym sugerował, aby podała się do dymisji. Miesiąc po tym, jak list wyciekł do prasy, dziennik „Rzeczpospolita” podał, że Dubieniecki nie będzie kandydował w wyborach samorządowych. W lutym 2011 Dubieniecki zaprzeczył też jakoby miał startować w wyborach parlamentarnych, mimo że rozważał to w wielu wywiadach, których udzielił.
W kwietniu 2012 Okręgowa Rada Adwokacka udzieliła mu nagany za „wypowiedzenie słów uważanych powszechnie za obelżywe” wobec dziennikarza „Dziennika Bałtyckiego”. On sam zaś uważa, że jest ofiarą stalkingu ze strony paparazzi, o czym w 2013 złożył zawiadomienie do prokuratury.

#### Ułaskawienie Adama S.
W maju 2009 założył spółkę z Adamem S., skazanym za wyłudzenia z Państwowego Funduszu Rehabilitacji Osób Niepełnosprawnych. W czerwcu 2009, na wniosek, którego Dubieniecki był autorem, Adam S. został ułaskawiony w przyspieszonym trybie przez ówczesnego prezydenta, Lecha Kaczyńskiego, mimo negatywnej opinii Prokuratury Generalnej. Ze względu na powiązania rodzinne Dubienieckiego z Kaczyńskim, ten akt ułaskawienia stał się jednym z najbardziej kontrowersyjnych w III RP. Później, Dubieniecki sprzedał ułaskawionemu spółkę DDGS Chemical Investments, którą prowadził z Robertem Drabą.
W 2011 Andrzej Duda, będący w 2009 ministrem prezydenckim odpowiedzialnym m.in. za sprawy ułaskawieniowe, na temat sprawy Adama S. wygłosił oświadczenie w Sejmie oraz zeznał w prokuraturze. Wtedy też tygodnik „Wprost” podał, że kancelaria Marka Dubienieckiego, ojca Marcina, za kadencji Lecha Kaczyńskiego złożyła w sumie 18 wniosków o ułaskawienie, a za jeden z nich, o czym napisał „Super Express”, kancelaria miała zainkasować 26 tys. zł. Takie zachowanie Zbigniew Ćwiąkalski, były minister sprawiedliwości, ocenił jako nieetyczne i dwuznaczne.

#### Pozostałe
Według „Gazety Wyborczej” w czerwcu 2009 Dubieniecki miał w imieniu spółki Egzekutor Europejski namawiać jednego z wielkopolskich komorników, by ten przelał 5 mln zł wyprowadzonych z wrocławskiego SKOK-u, z czego 750 tys. zł miało trafić na konto kancelarii jego ojca. W sprawie tej jednak, jak twierdzi, występował wyłącznie jako adwokat, a następnie w charakterze świadka. Za oczerniające go artykuły przeciwko dziennikarzowi „Gazety Wyborczej” złożył pozew.
W 2011 otworzył kancelarię prawną Dubieniecki M. Legal Advisors z Jackiem M., oskarżonym w „aferze egipskiej” związanej z zakupem działki pod ambasadę Egiptu w Polsce. W tym samym roku „Gazeta Wyborcza” ujawniła, że dyrektorem generalnym spółki MD Invest Group, zarejestrowanej przez Dubienieckiego, został Tomasz M. ps. „Matucha”, skazany za kierowanie grupą przestępczą przemycającą spirytus i papierosy do Polski. Spółka MD Invest Group zajmowała się sprzedażą samochodów.

### Od 2015

#### Zarzut kierowania grupą przestępczą
23 sierpnia 2015 został zatrzymany (wraz z partnerką Katarzyną M., kuzynem Wiktorem D., Grzegorzem D. i Beatą M.-W.) przez Centralne Biuro Antykorupcyjne. Usłyszał zarzuty kierowania zorganizowaną grupą przestępczą (wspólnie z Wiktorem D.), wyłudzenia ponad 13 mln zł z PFRON (po uzupełnieniu zarzutów kwota ta wzrosła do 14,5 mln zł) i prania brudnych pieniędzy o wartości 8 mln 400 tys. zł. W listopadzie 2015 zarzuty postawiono Markowi D., jego kolejnemu kuzynowi, a w lipcu 2016 Dorocie G.-T., Ewie D. i Marzenie D.
Mechanizm przestępstwa, jak podaje prokuratura, polegał na pozorowaniu zatrudnienia 248 osób o znacznym stopniu niepełnosprawności z powodu dysfunkcji wzroku i wyłudzaniu dofinansowania do ich wynagrodzenia. Odzyskiwanie środków z dofinansowania miało polegać z kolei na sprzedaży niepełnosprawnym akcji seszelskiej spółki, na których poczet potrącano im z wynagrodzenia 1,3 tys. zł miesięcznie. Osoby niepełnosprawne, zdaniem oskarżyciela, były informowane, że ich jedynym obowiązkiem jest zgłoszenie gotowości do pracy i wykonywanie dużej liczby połączeń telefonicznych, bez względu na rodzaj połączenia, a ich faktyczne wynagrodzenie, około 400–500 zł miesięcznie, jest adekwatne do wykonanej przez nich pracy. Jak utrzymuje prokuratura, wykorzystywane w procederze spółki nie spełniały wymogów do uzyskania dofinansowania, a z wyłudzonych środków członkowie grupy przestępczej mieli zaspokajać swoje własne, konsumpcyjne i inwestycyjne potrzeby.
Dubieniecki spędził w areszcie czternaście miesięcy; wyszedł na wolność w październiku 2016, po wpłaceniu trzech milionów złotych poręczenia majątkowego (w sierpniu 2015, po przychylnej decyzji krakowskiego sądu, wpłacił wprawdzie 600 tys. zł kaucji, jednak po zażaleniu prokuratury sąd cofnął swoją decyzję). Zastosowano wobec niego także zakaz opuszczania kraju połączony z zaborem paszportu, dozór policyjny oraz zabezpieczono blisko 13 mln zł na jego majątku. Dubieniecki zapewnia, że jest niewinny, a z prośbą o interwencję jego adwokat zwrócił się między innymi do Jarosława Kaczyńskiego czy Helsińskiej Fundacji Praw Człowieka. Grozi mu do 15 lat więzienia.
29 grudnia 2017 do Sądu Okręgowego w Krakowie wpłynął w tej sprawie akt oskarżenia; zostało nim objętych 9 osób, w tym Dubieniecki.

#### „Taśmy” Dubienieckiego
4 stycznia 2018 portal Gazeta.pl opublikował pochodzące z lipca 2017 nagranie rozmowy Marcina Dubienieckiego z Markiem Sosnowskim, prokuratorem prowadzącym jego sprawę dotyczącą wyłudzeń z PFRON. Na nagraniu Sosnowski przyznaje, że choć jego zdaniem ustały przesłanki do zabraniania Dubienieckiemu wyjazdu z Polski, to nie wychyli się, bo nie chce zepsuć sobie kariery, spowodować to, że przestałby być naczelnikiem. Dubieniecki oświadczył, że rozmów z Sosnowskim nagrał więcej i że będzie je upubliczniał, natomiast prokuratura skomentowała, że rejestracja takich rozmów jest nielegalna i może rodzić odpowiedzialność karną. Ponadto, ze względu na treść nagrania, prokuratura odsunęła Sosnowskiego od występowania przed sądem w tej sprawie oraz wszczęła wobec niego postępowanie wyjaśniające, po czym pozbawiła go stanowiska naczelnika. 5 stycznia 2018 Wirtualna Polska opublikowała kolejny fragment taśm.

#### Pozostałe
We wrześniu 2015, w związku z zarzutami, jakie mu postawiono, decyzją Okręgowej Rady Adwokackiej w Gdańsku został zawieszony w czynnościach zawodowych.
W sierpniu 2017, po burzy medialnej wywołanej informacją, że został współwłaścicielem Arki Gdynia, Marcin Dubieniecki odsprzedał, reprezentując cypryjską spółkę Gerosan Company Limited, Dominikowi Midakowi 14,25 procent akcji klubu, kupionych wcześniej od Ryszarda Krauzego.
18 grudnia 2019 Sąd Rejonowy w Szczecinie, po zatrzymaniu Dubienieckiego dwa dni wcześniej przez funkcjonariuszy CBA, podjął decyzję o dwumiesięcznym tymczasowym aresztowaniu go w związku z zarzutem płatnej protekcji w sprawie SKOK Wołomin.